# Fernando Temporão
Fernando Temporão (Rio de Janeiro, 26 de janeiro de 1983) é um cantor, compositor e instrumentista brasileiro.

## Biografia
Fernando Temporão iniciou sua carreira musical em 2005, quando fundou o grupo Sereno da Madrugada ao lado de Patrícia Oliveira, Miguel Garcia e Alfredo Alves. Os cinco primeiros anos de trabalho do grupo - que incluem shows no Brasil e Europa - resultaram no álbum Modificado (lançado pela gravadora Biscoito Fino em 2010), trabalho que misturou composições próprias dos integrantes do grupo com regravações de sambas de diversas épocas, indo de "É luxo Só", de Ary Barroso a "Samba a Dois", de Marcelo Camelo (Los Hermanos). Nesses primeiros anos de carreira, Fernando se torna parceiro de compositores da cena estabelecida na Lapa (RJ), como Moyseis Marques, João Callado, Alfredo Del-Penho e João Martins, além de ter feito músicas em parceria com Hermínio Bello de Carvalho. Em 2012, Fernando lança, ao lado de João Callado, o álbum Primeira Nota (Biscoito Fino), com participações de artistas como Teresa Cristina, Mônica Salmaso, Soraya Ravenle e Áurea Martins, interpretando um repertório totalmente autoral. No ano seguinte, 2013, seu primeiro álbum solo, De Dentro da Gaveta da Alma da Gente, é lançado de forma independente, e segue um tom mais contemporâneo, com arranjos de Arthur Verocai e parcerias com Mauro Aguiar e Domenico Lancellotti. O disco, com produção de Alexandre Kassin e Alberto Continentino, é rapidamente escolhido, por diversos sites especializados, como um dos melhores discos do ano. Em 2016, também com produção de Kassin, é lançado 'Paraíso', segundo álbum solo de Temporão, um registro político e ácido, bastante distinto do disco anterior. Nesse último disco as parcerias se estendem a Filipe Catto, Ava Rocha, Bruno Di Lullo, Alberto Continentino, César Lacerda e Thiago Camelo. Seis meses após o lançamento, o CD ganha uma edição especial japonesa em lançamento da P-VINE Records Japan.
Como compositor, Fernando teve diversas canções gravadas por artistas de distintos universos da música brasileira, como Áurea Martins, Filipe Catto, Alexia Bomtempo, Laura Lavieri, Moyseis Marques, João Callado, Matheus Von Kruger, Joana Duah, Maíra Martins, Alberto Continentino e Julia Bosco.

## Discografia
- (2017) Paraíso (Edição Japonesa c/ Bônus Tracks)
- (2016) Paraíso
- (2015) De Dentro da Gaveta da Alma da Gente (Edição em Vinil - LP)
- (2013) De Dentro da Gaveta da Alma da Gente
- (2012) Primeira Nota (com João Callado)
- (2010) Modificado (com Sereno da Madrugada)